# 米利奇維爾 (印地安納州)
米利奇維爾（英語：Milledgeville）是位於美國印地安納州布恩縣的一個非建制地區。該地的面積和人口皆未知。

## 地理
米利奇維爾的座標為39°58′27″N 86°29′49″W / 39.97417°N 86.49694°W，而該地的平均海拔高度為291米（即955英尺）。